# يان لنارتسون
يان لنارتسون (بالسويدية: Jan Lennartsson) هو لاعب كرة يد سويدي يلعب كجناح أيمن. بدأ مسيرته الاحترافية سنة 2000. تعاقد مع نادي آلبورغ لكرة اليد في الدنمارك سنة 2007. مثل منتخب السويد لكرة اليد في 94 مباراة.

## الإنجازات
- الدوري السويدي لكرة اليد 2004
- الدوري السويدي لكرة اليد 2005